# Itsenäisyydenkatu
La rue de l'indépendance (finnois : Itsenäisyydenkatu), anciennement rue du mi-chemin (finnois : Puolimatkankatu, est une rue du quartier de Tammela à Tampere en Finlande.

## Présentation
Itsenäisyydenkatu est une rue orientée est-ouest du quartier de Tammela,.
Elle va de la gare de Tampere jusqu'à Liisankallio.
Sur le côté ouest de la gare, la rue est prolongée par Hämeenkatu.
À son extrémité orientale, elle rencontre la rue du parc Kaleva, et bifurque en Teiskontie et Sammonkatu. 
Aujourd'hui, le seul carrefour d'Itsenäisyydenkatu ayant une circulation transversale est son croisement avec Tammela Puistokatu-Yliopistonkatu

## Lieux et monuments
- Attila,
- Luminary,
- Lähteenlinna,
- Toralinna,
- Tullikamarin kulttuurikeskus,
- Parc du facteur